# Kościół Najświętszej Marii Panny na Kapitolu w Kolonii

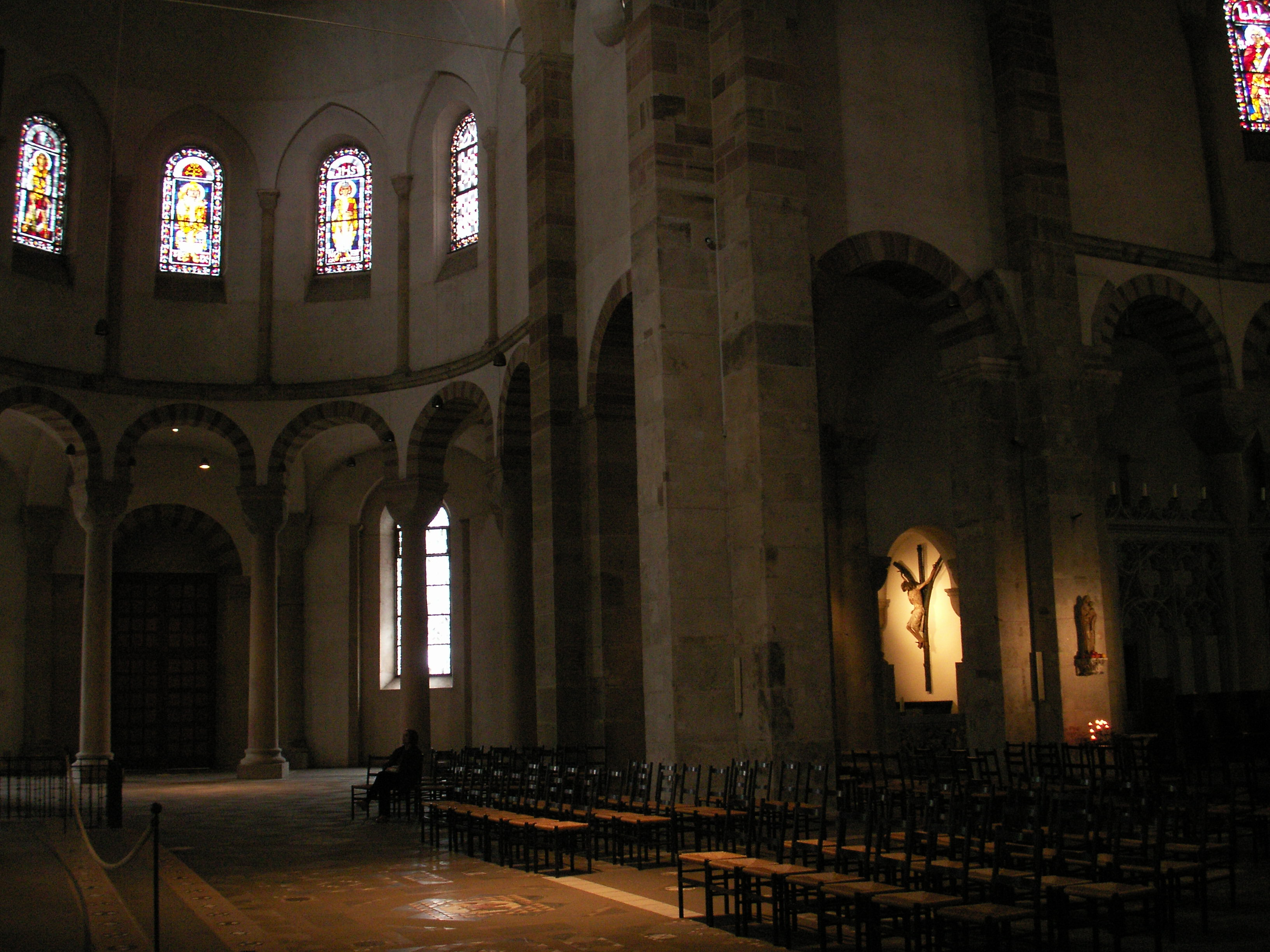
Fragment wnętrza

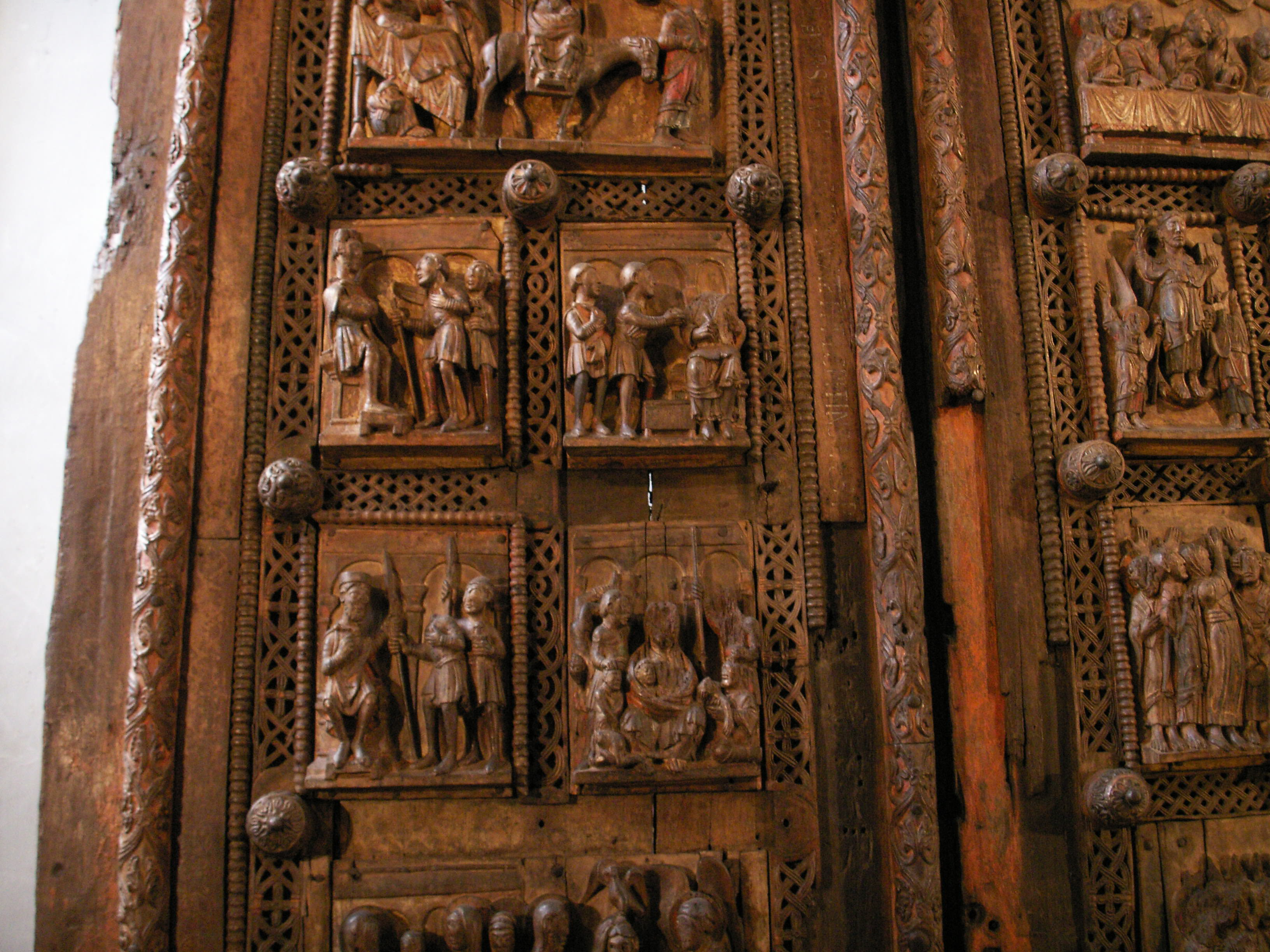
Wczesnoromańskie Drzwi Kolońskie- fragment

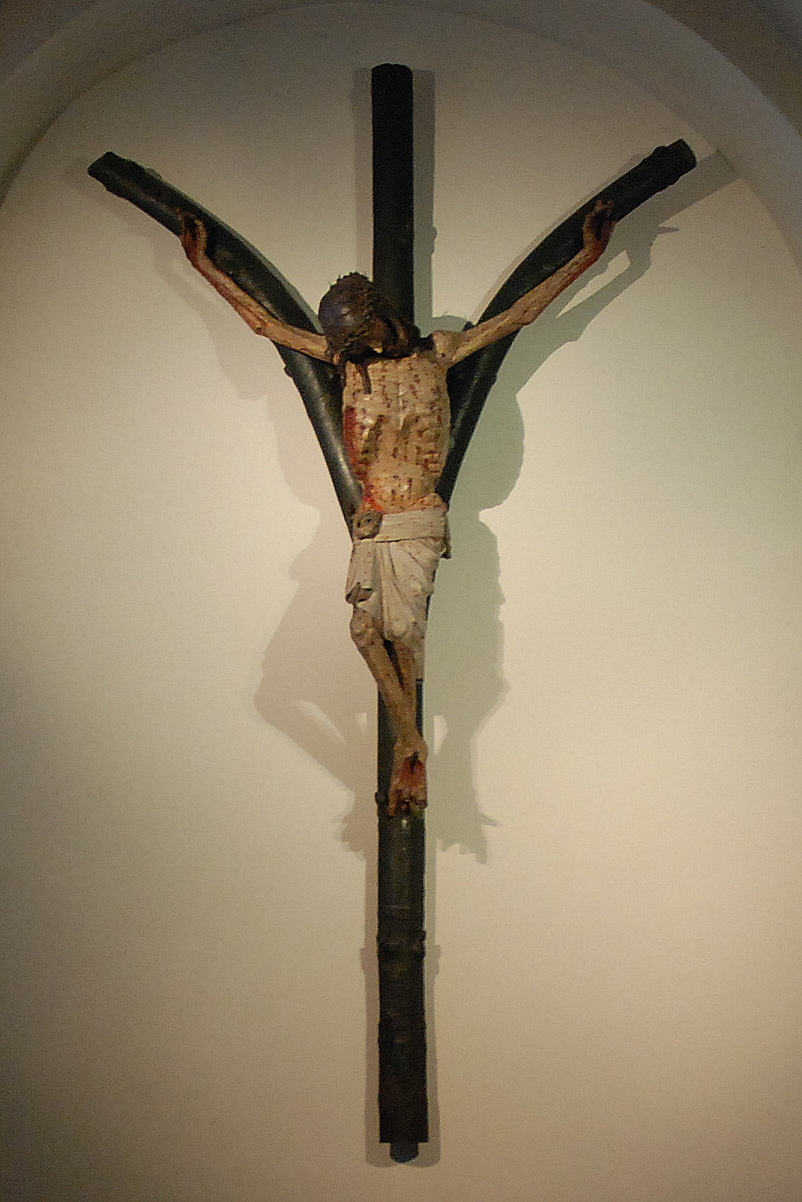
Gotycki krucyfiks widlasty z 1304 r.

Kościół Najświętszej Marii Panny na Kapitolu – w Kolonii, największy (100 m dł i 40 m szer.) z dwunastu romańskich kościołów w tym mieście. Świątynia została wybudowana na miejscu dawnej świątyni rzymskiej z ok. roku 50. naszej ery. Dawna świątynia dedykowana była Jupiterowi, Junonie i Minerwie trzem bóstwom rzymskim których główna świątynia była ulokowana na jednym z siedmiu rzymskich wzgórz, Kapitolu. Resztki dawnej pogańskiej świątyni odnaleziono podczas badań archeologicznych, które miały miejsce w trakcie odbudowy ze zniszczeń wojennych obecnego kościoła.

## Dzieje

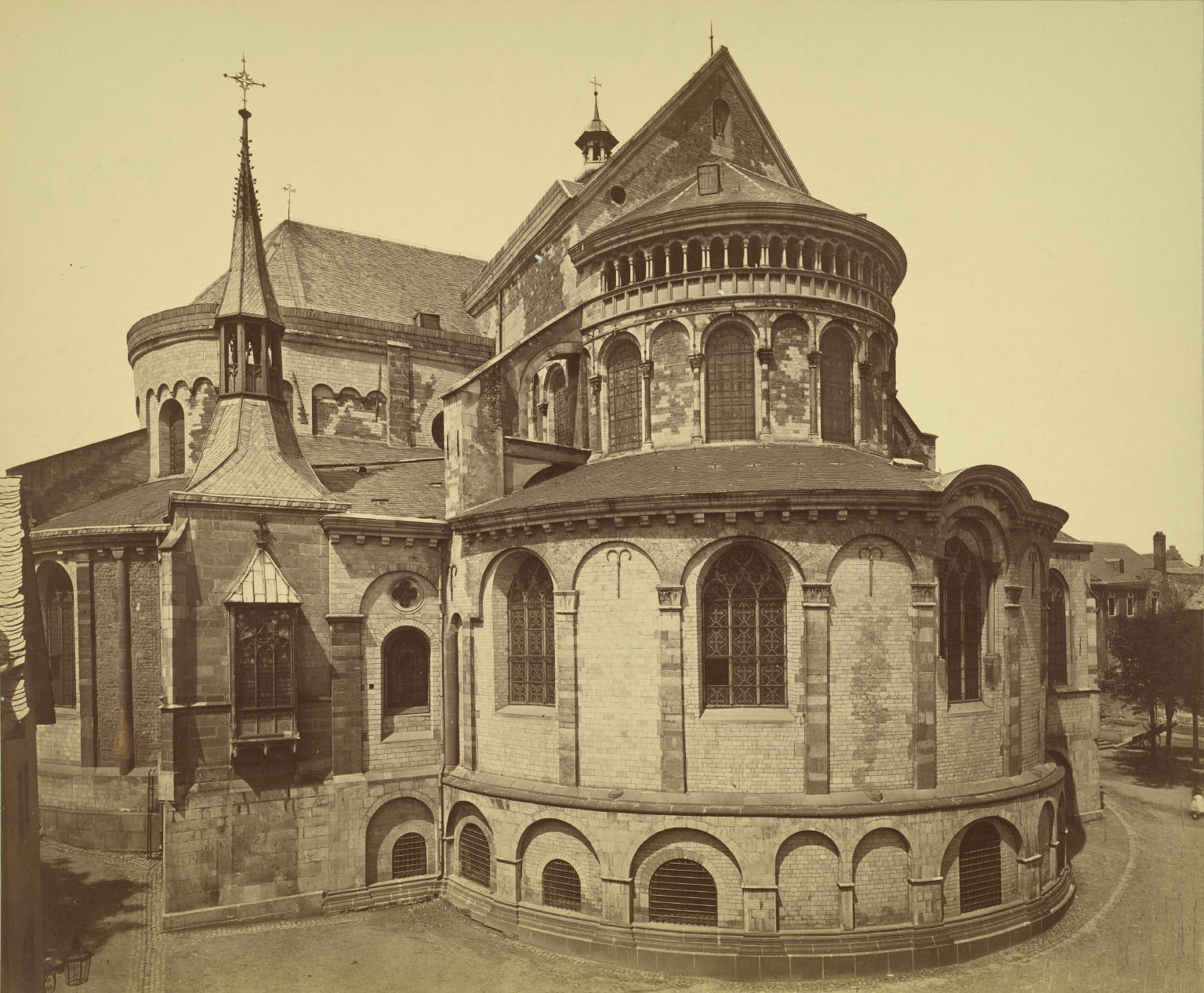
Kościół w drugiej połowie XIX w.

W roku 690 Plektruda, żona frankońskiego majordoma Pepina z Herstalu ufundowała na Kapitolu kościół poświęcony Marii Pannie, który w X wieku został rozbudowany przez arcybiskupa kolońskiego Brunona. Ponadto do kościoła dobudowano budynek klasztorny dla mniszek, które przeniesiono z kościoła Św. Andrzeja położonego w pobliżu kolońskiej katedry.
Przez kolejne trzy stulecia kościół był wielokrotnie przebudowywany. Za urzędu opatki Idy (zm. 1060), krewnej cesarza Ottona III kościół został znacznie rozbudowany za sprawą sprowadzenia do kapitolińskiego kościoła drugiej wspólnoty zakonnej – Benedyktynów. Kościół wówczas otrzymał kształt zbliżony do obecnego, w swojej monumentalnej architekturze wyrażał ambicje Ottonów, siłę cesarza oraz jego hegemonię w Rzeszy. W zachodniej części nawy głównej wzniesiono galerię-emporę zastrzeżoną dla cesarza. Od strony formalnej część ta była swobodną recepcją architektury karolińskiej kaplicy pałacowej w Akwizgranie.
Największe zmiany dokonano podczas przebudowy części wschodniej, gdzie wzniesiono chór na planie trójliścia. Zastosowanie takiej struktury przestrzennej chóru było odwołaniem do planu Bazyliki Narodzenia w Betlejem, o treflowym układzie chóru, przy czym w przypadku kolońskiej świątyni motyw trójliścia został silniej wyeksponowany. Plan ten został kilkakrotnie powtórzony m.in. w kolońskich kościołach św. Marcina, Świętych Apostołów (oba z XII w.). W 1065 nowy kościół został poświęcony. Chór został wzniesiony powyżej przestrzennej, trójnawowej krypty. Od strony zachodniej kościół do XVIII w. miał od strony zachodniej monumentalny westwerk, na miejscu jego w XIX wieku wybudowano istniejącą do 1945 r. neogotycką wieżę. Kościół został poważnie zniszczony w wyniku alianckich nalotów dywanowych, odbudowano go w latach 1956–1984.
W średniowiecznej Kolonii, kapitoliński kościół był obok katedry najważniejszą świątynią Kolonii. Prestiż świątyni nie tylko determinowała nazwa historycznego wzgórza, która tym samym podkreślała rzymski charakter nadreńskiego miasta w aspekcie religijnym. Średniowieczna Kolonia była wielkim ośrodkiem kultu świętych w Europie oraz jednym z najważniejszych na kontynencie punktem docelowym pielgrzymek. Ponadto w kościele NMP na Kapitolu arcybiskup koloński wygłaszał pierwszą po Bożym Narodzeniu Liturgię Słowa, zaś w święto Trzech Króli z tego kościoła wyruszała uroczysta procesja do relikwii monarchów znajdujących się w katedrze.

## Architektura
Zbudowany na planie treflowym (odmiana planu krzyża z zaokrąglonymi trzema ramionami), kościół NMP na Kapitolu jest trójnawową bazyliką z monumentalnym trójkonchowym chórem. Nawy boczne są zintegrowane z jednolitym obejściem obiegający każde z trzech półkoli chóru. Występują jednakże różnice pomiędzy architektura części prezbiterialnej i nawowej. W korpusie nawowym filary międzynawowe są przysadziste, prostokątne w planie, podczas gdy filary prezbiterium są na planie okrągłym.

## Wystrój wnętrza
Wewnątrz znajdują się bezcenne dzieła plastyki średniowiecznej i nowożytnej. W przejściu w zachodniej ściany południowej nawy umieszczone są wczesnoromańskie Drzwi Kolońskie – datowane na ok. 1065 r. Wykonane z drewna podwoje zawierają prostokątne kwatery (po jedenaście), ze scenami z życia Chrystusa, gdzie wyeksponowano wątki z Bożego Narodzenia i Pasji. W przeciwległej nawie znajduje się rzeźbiony późnoromański wizerunek Tronującej Marii z Dzieciątkiem w typie Sedes Sapientiae, z ok. 1200 r. Pamięć o Plektrudzie wyrażają dwa pomniki, późnoromański nagrobek fundatorki świątyni z ok. 1220, oraz późnogotyckie epitafium z XV w. Przy północno-wschodnim narożniku w przylegającej do obejścia kaplicy wisi wyrzeźbiony ok. 1304 krucyfiks zaliczany do typu krucyfiksu widlastego odmiany krucyfiksu mistycznego. Na krzyżu wisi wykonany z drewna orzechowego pełnoplastyczny wizerunek Chrystusa, który cechuje silny doloryzm. Wychudzone ciało pokryte jest chropowatą fakturą imitującą krew, w silnie zdynamizowanym układzie ciała i na twarzy podkreślony został stan cierpienia i męki. Przy przegrodzie chórowej stoi pełnoplastyczna figura Madonny z Dzieciątkiem zw. Limburską, datowana na ok. 1300 rok. Dwa okna nawy północnej zdobią witraże z 1510 r. Spośród późnogotyckich kaplic dobudowanych do naroży chóru wyróżnia się Hardenrath-Kapelle, w której oprócz witraża zachowały się dwie późnogotyckie rzeźby.

### Dzwony
Zawieszone w południowej wieży westwerku trzy dzwony zostały odlane w 1957 roku przez ludwisarza Hansa Hüeskera z Gescher. Czwarty dzwon wisi w wieżyczce na sygnaturkę wieńczącej kaplicę Handenratha.
| Lp. | Nazwa          | Średnica (mm) | Masa (kg) | Dźwięk (16tel) | Inskrypcja                                                                                           |
| 1   | Maria          | 700           | 210       | des² –1        | „Sancta Maria + per virginem matrem concedat nobis Dominus salutem et pacem”                         |
| 2   | Plectrudis     | 630           | 150       | es² +1         | „Sancta Plectrudis + decus Germaniae gaudium Coloniae praesidium nostrum”                            |
| 3   | Hermann Joseph | 510           | 80        | ges² +2        | „Sanctus Hermannus Josephus + deus docuisti me a iuventute mea: et usque nunc annuntio mirabilia tu” |
| 4   | –              | 440           | 65        | b² +2          | „Vox facta ipsum audite”                                                                             |

### Galeria

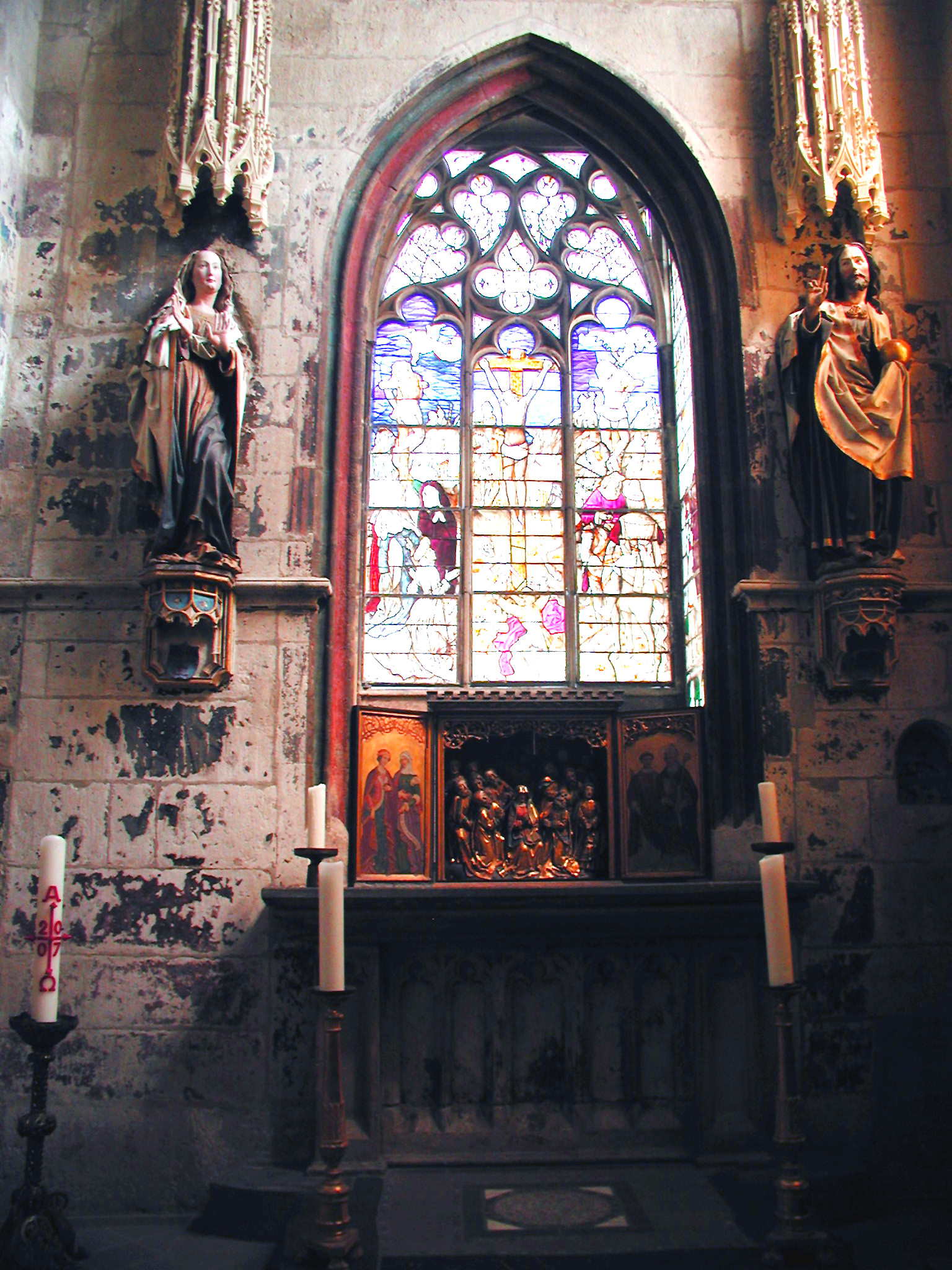
Wnętrze Hardenrath-Kapelle
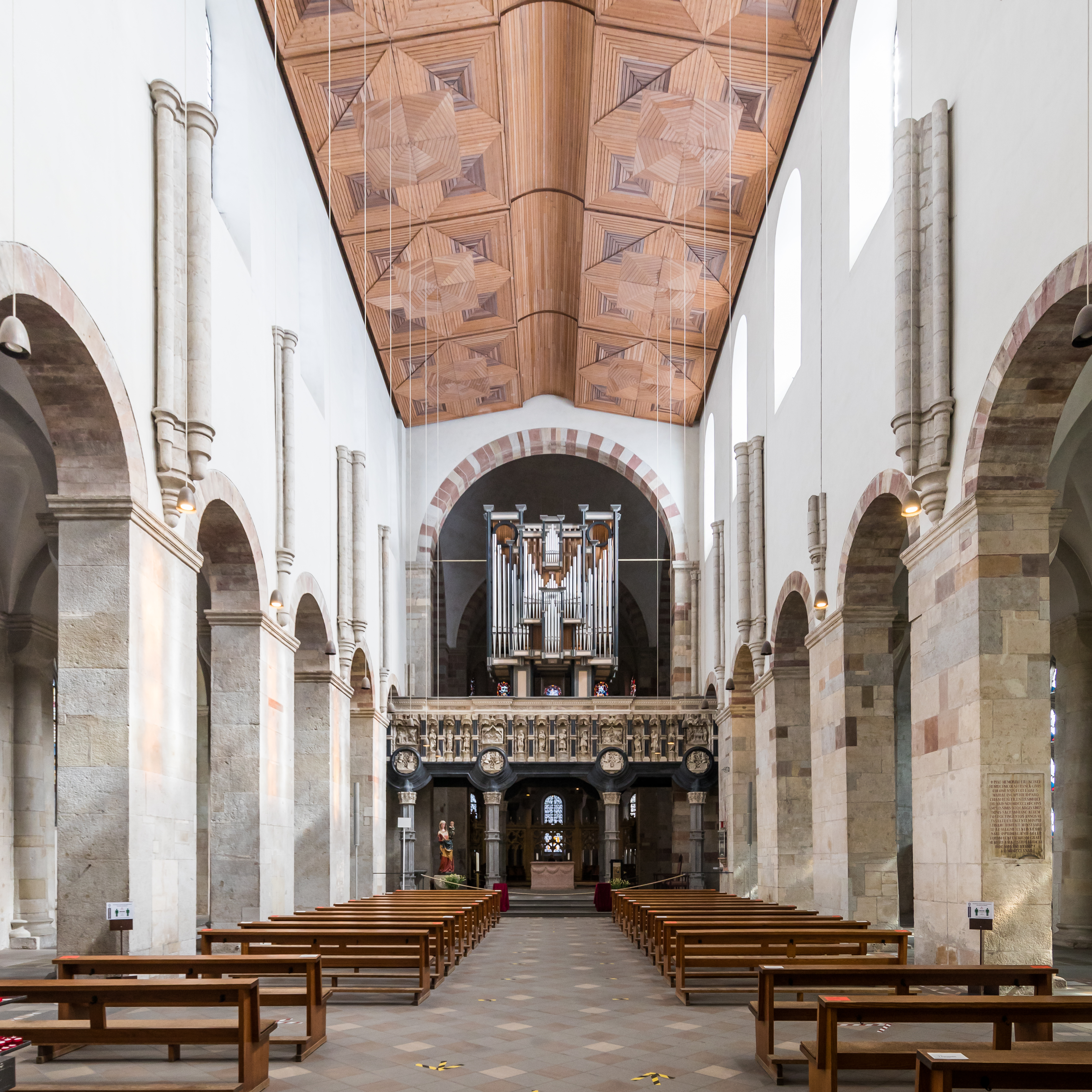
Widok na nawę główną
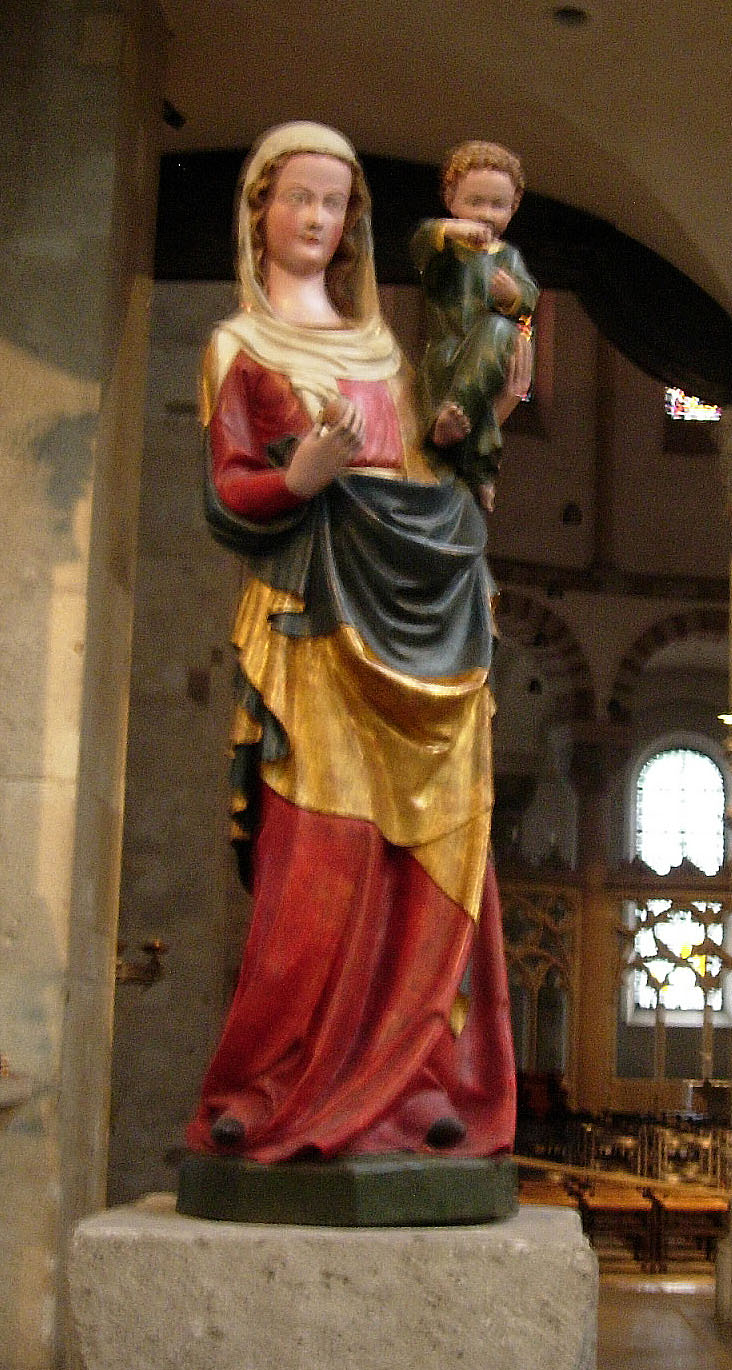
Madonna Limburska
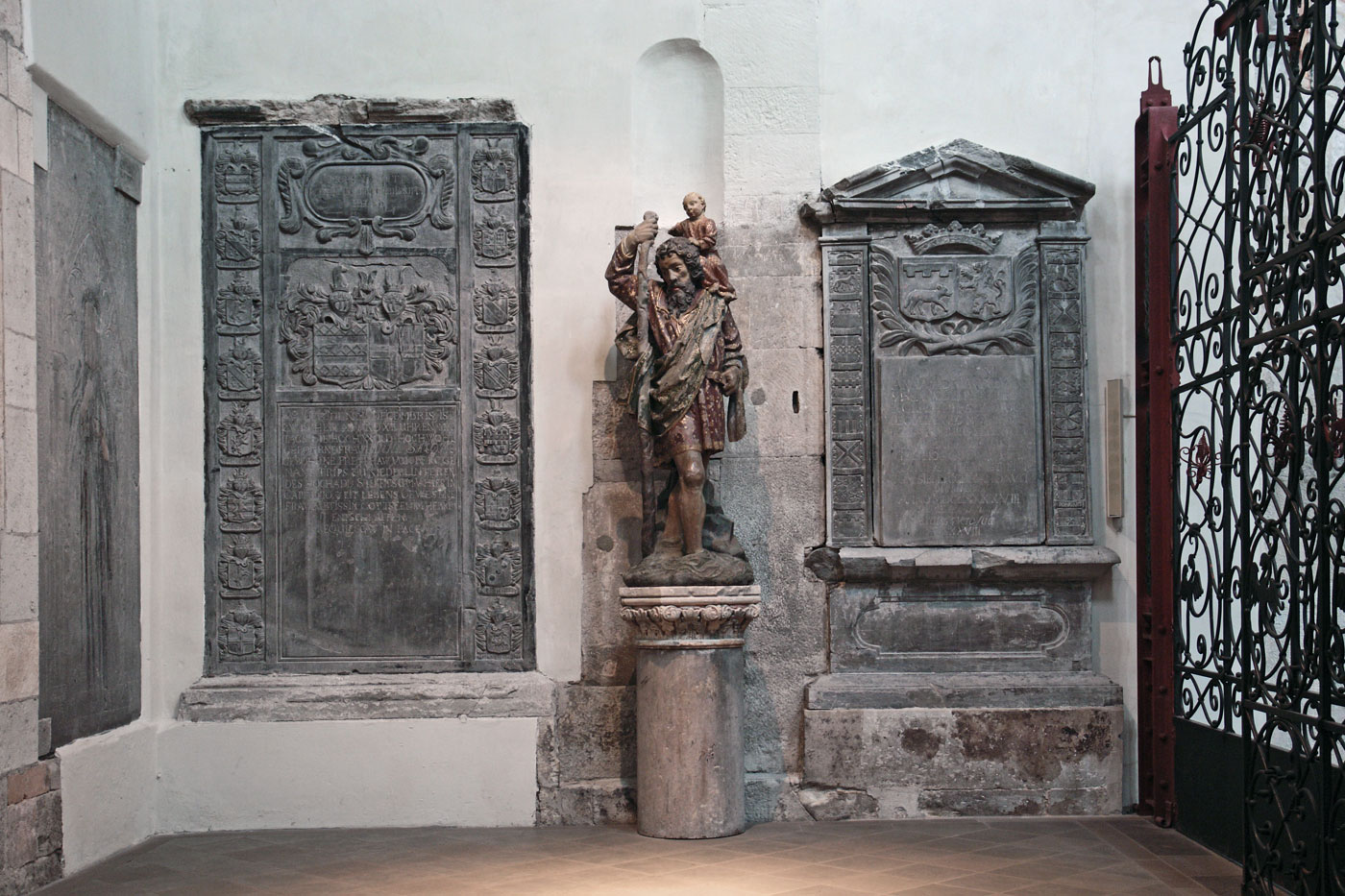
Gotycka figura Św. Krzysztofa